# 千燈会

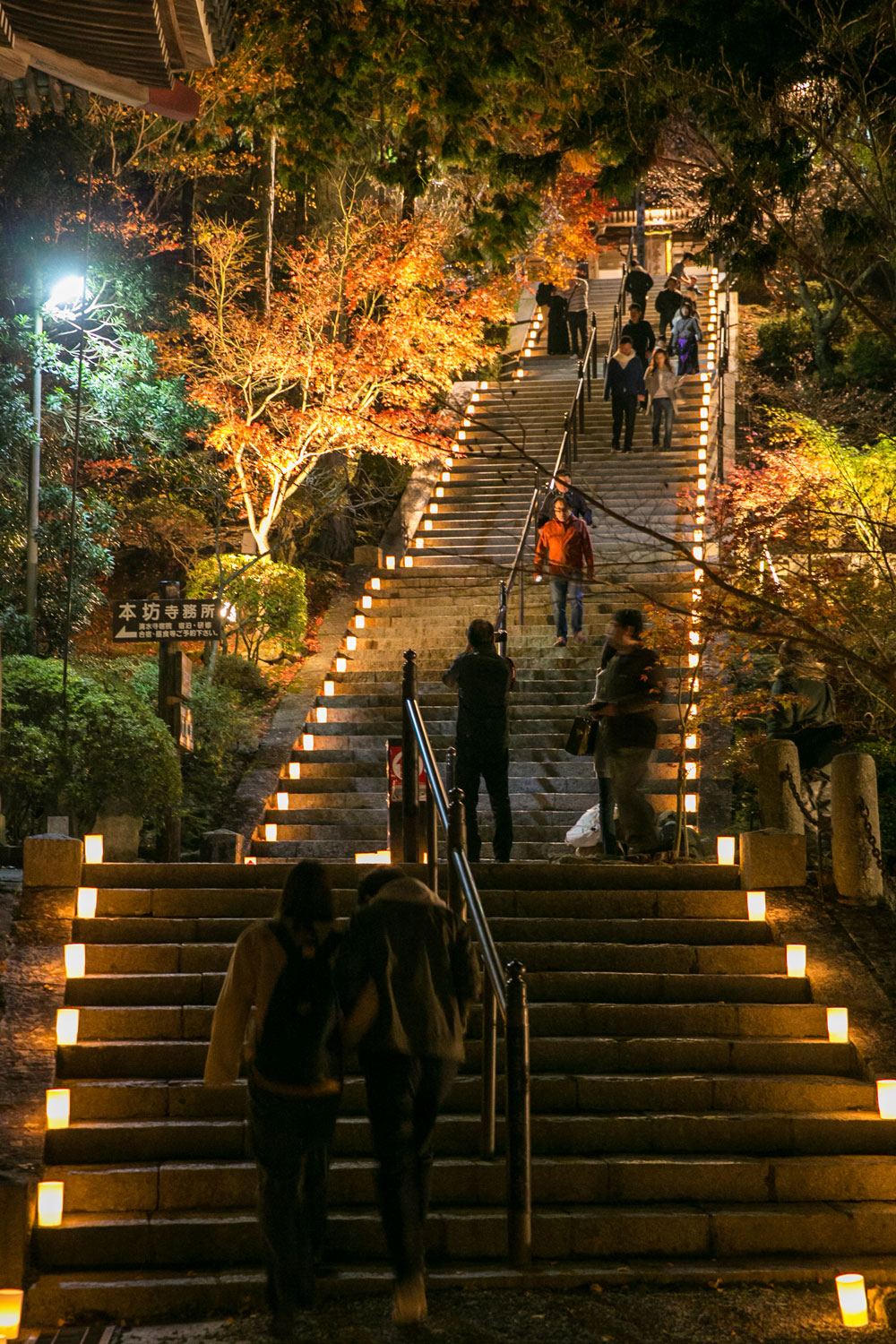
千燈会・播州清水寺

千燈会（せんとうえ）は、兵庫県加東市の播州清水寺で実施されている、ろうそくを使用したイベントである。

## 概要
西国三十三所（播州清水寺は第25番札所）観音巡礼の草創1300年に当たる2018年に、草創1300年記念事業として、1300基の燈篭を灯す千燈会が始まった。同寺の紅葉ライトアップの時期に合わせて、開催されている。

## ギャラリー

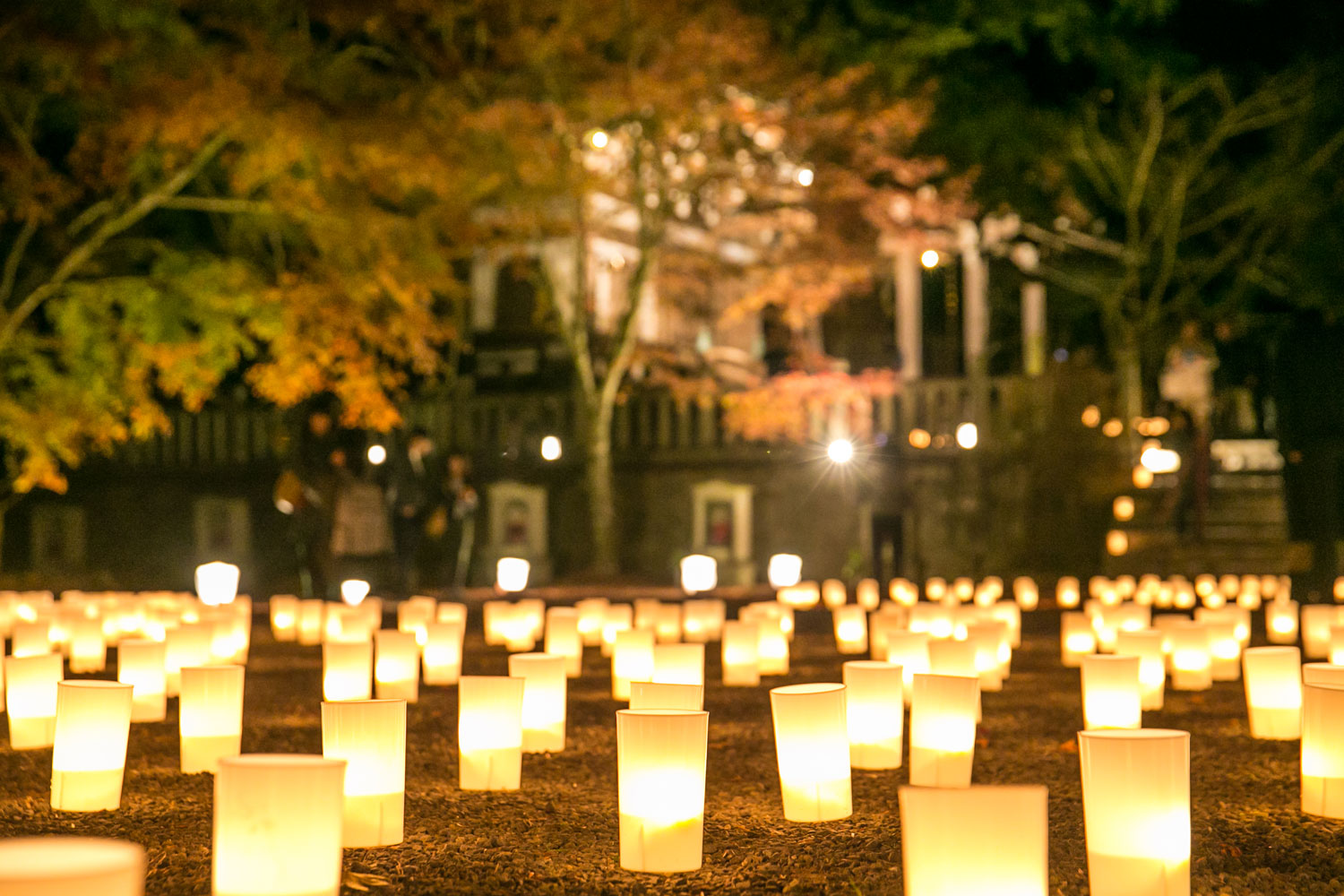
2018年11月／紅葉ライトアップと千燈会
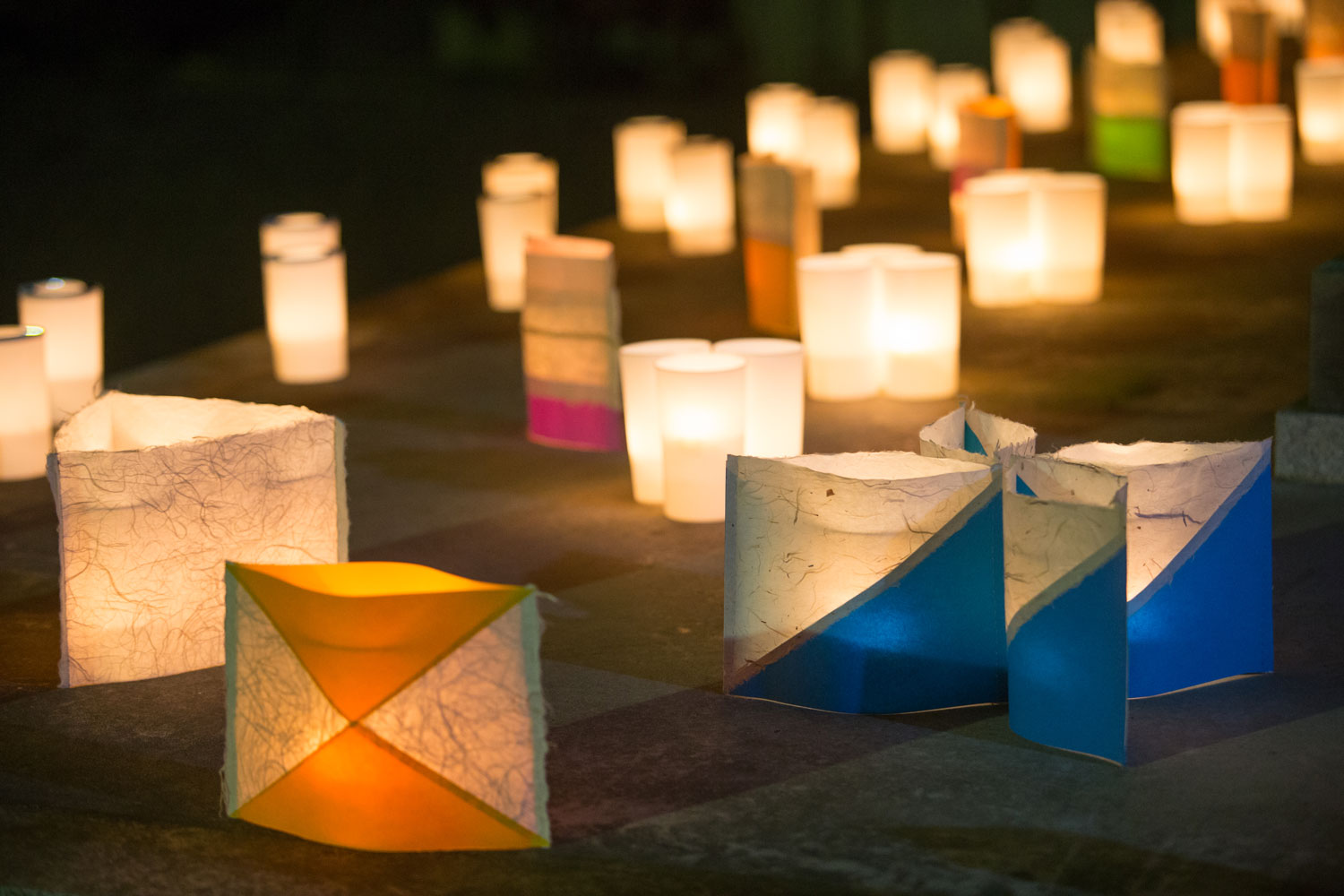
2019年7月／夏の千燈会（ 多可町の杉原紙を使ったアート燈篭）
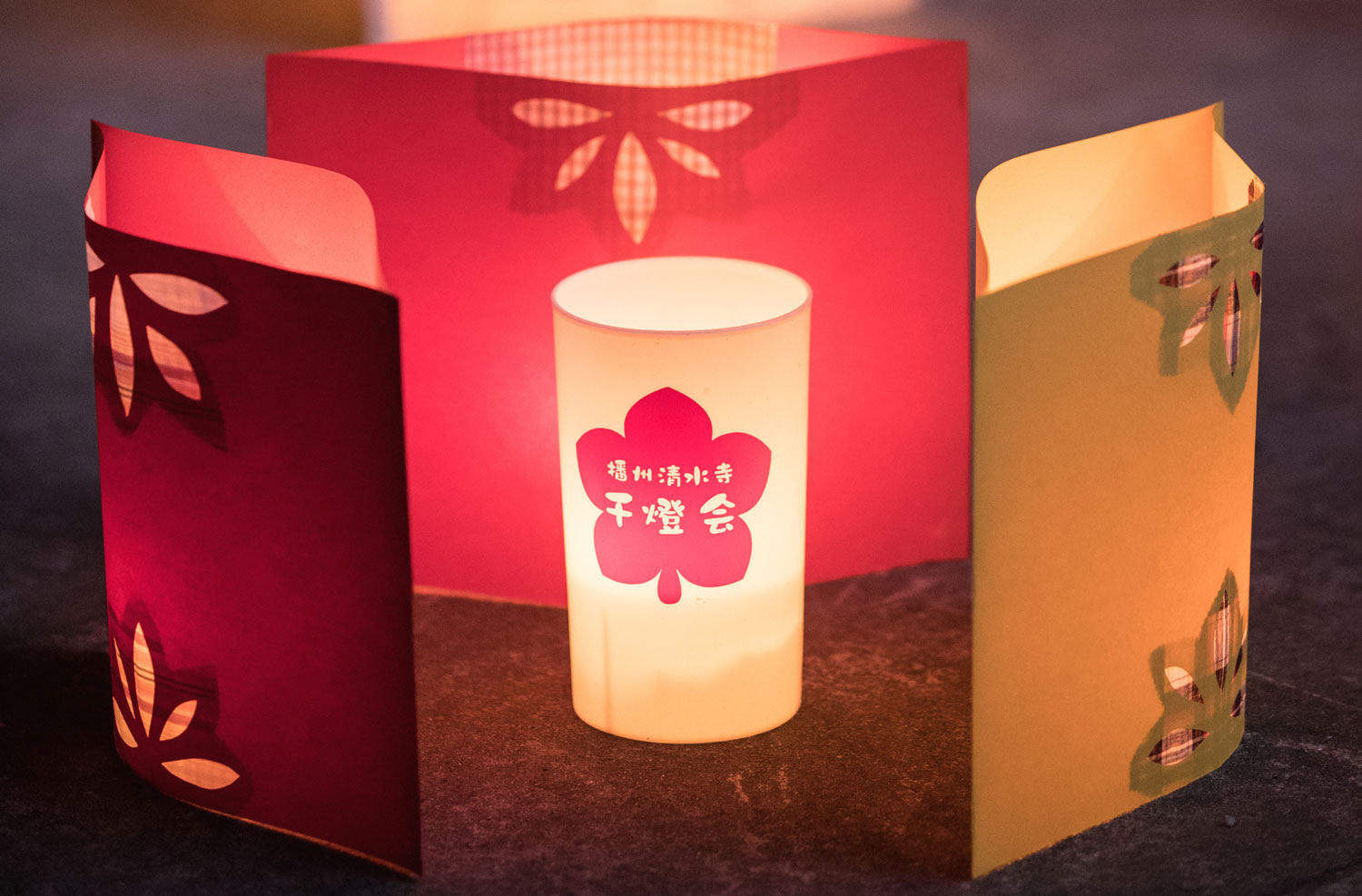
2019年11月／紅葉ライトアップと千燈会（西脇市の播州織を使ったアート燈篭）

## アクセス
- JR宝塚線相野駅から神姫バス播州清水寺行きで約35分